# Minshutō
Le Minshutō (民主党, « Parti démocrate ») est un parti politique japonais de droite. Il est fondé au printemps 1947 par la fusion entre le Parti progressiste (Shinpotō) de Takeru Inukai avec une faction du Parti libéral de Hitoshi Ashida et obtient 124 sièges aux élections législatives japonaises de 1947. Le parti tient sept sièges dans le gouvernement de Tetsu Katayama en 1947-1948. Pendant quelques mois en 1948, le chef du parti Ashida devient Premier ministre.
En mars 1948, plusieurs membres du parti menés par Kijūrō Shidehara rejoignent le Parti libéral. Aux élections législatives japonaises de 1949, le parti obtient 69 sièges. Il fusionne finalement avec le Parti coopératif populaire (Kokumin Kyodoto) pour former le Parti démocratique populaire (Kokumin Minshutō) en avril 1950.